# Wahlstreet
Die Wahlstreet war ein Prognosemarkt zu den Bundestagswahlen und Landtagswahlen bis zur Bundestagswahl im September 2009.

## Theoretischer Hintergrund
Die Idee von Prognosemärkten basiert auf einer Hypothese, die der prominente österreichische Ökonom und Nobelpreisträger Friedrich August von Hayek bereits 1945 formulierte. Laut von Hayek aggregieren Märkte auch bei unvollständigen und asymmetrisch verteilten Informationen dieselben optimal. Das führt dazu, dass der Markt mit Hilfe des Preises zu jedem Zeitpunkt die beste Prognose liefert. Besondere Beachtung findet dabei, dass der Markt finanzielle Anreize für die Teilnehmer bietet, weitere Informationen in den Markt einzubringen und dadurch gleichzeitig Verzerrungen – beispielsweise durch persönliche Präferenzen oder Soziale Erwünschtheit – verhindern kann.

## Geschichte
Die erste Erprobung und Anwendung dieses theoretischen Konzeptes für Prognosen war der sogenannte Iowa Electronic Market, der zum ersten Mal zu der US-Präsidentenwahl des Jahres 1988 gestartet wurde und seitdem zu verschiedenen US-Wahlen Prognosemärkte anbietet.
1997/1998 wurde in einem Projekt von Die Zeit und dem Berliner Tagesspiegel in Kooperation mit dem Oldenburger Unternehmen ECCE TERRAM die erste web-basierte Lösung eines solchen Prognose-Aktienmarktes überhaupt im Vorfeld der niedersächsischen Landtagswahl von 1998 veröffentlicht. Dieses zuerst nur als Machbarkeitsstudie konzipierte Projekt wurde in der Folge weiterentwickelt und zur Bundestagswahl 1998 dann das erste Mal unter dem Namen Wahlstreet einem größeren Publikum bekannt. In der Folge war die Wahlstreet wiederholt zu Bundestags- und Landtagswahlen geöffnet und erbrachte teilweise sehr gute Prognoseergebnisse, die manchmal sogar genauer als die Prognosen etablierter Meinungsforschungsinstitute waren. Im Laufe der Zeit beteiligten sich auch weitere Anbieter wie z. B. das Handelsblatt und die Neue Osnabrücker Zeitung an dem Projekt.
2005 wurde an der Wahlstreet nicht nur über den Ausgang der Wahl für die Parteien spekuliert. Es gab zusätzliche Märkte, wo über die Regierungskoalition und den Bundeskanzler spekuliert werden konnte, ergänzt durch die Frage, ob Paul Kirchhof oder Edmund Stoiber oder beide in der kommenden Regierung als Minister vertreten sein würden.
Nach der Bundestagswahl 2009 wurde Wahlstreet offenbar eingestellt.

## Funktionsweise und Voraussetzungen
Im Kern besteht das Verfahren eines Prognose-Aktienmarktes darin, dass die Teilnehmer ihre Meinung über den Ausgang eines Ereignisses, in diesem Fall eine politische Wahl, in Form von Wertpapieren austauschen. Im Gegensatz zur vorrangig in der politischen Meinungsforschung verwendeten Wahlabsichtsfrage – der sogenannten Sonntagsfrage („Wen würden sie wählen, wenn nächsten Sonntag Bundestagswahl wäre?“)  – wird also implizit die Frage nach der Wahlerwartung gestellt.
Bedingungen dafür sind:
- Es gibt eine persönliche Gewinnerzielungsabsicht des Teilnehmers. Aus diesem Grund sind besonders in den ersten Jahren Prognose-Aktienmärkte so durchgeführt worden, dass die Teilnehmer Geld einzahlten, um damit wie an einer Börse zu handeln und Renditen zu erwirtschaften.
- Das Ergebnis lässt sich in Zahlen abbilden, beispielsweise 55 % der abgegebenen Wählerstimmen, 702 vergebene Punkte während einer Formel-1-Saison usw.
- Es gibt ein objektiv feststellbares Ergebnis, beispielsweise durch Bekanntgabe des Bundeswahlleiters.

Jeder Teilnehmer hat die Möglichkeit, mit einem gewissen Betrag – bei der Wahlstreet 2009 zum Beispiel einen Betrag zwischen 5 und 50 Euro – Wertpapiere einer Partei oder eines Kandidaten zu einem gewissen Handelskurs zu erwerben. Entscheidend für die Prognoseleistung des Marktes ist, dass sich der finale Auszahlungskurs am tatsächlichen Wahlergebnis anstelle des Handelskurses bemisst. Dies führt dazu, dass die Händler einen Anreiz erhalten, die Aktien von ihrer Meinung nach   unterbewerteten Parteien zu kaufen und von ihrer Meinung nach überbewerteten Wertpapieren Abstand zu nehmen.
Da jeder Mitspieler ein individuelles Umfeld und eigene Methoden zur politischen Information hat, besitzt jeder Teilnehmer ein einzigartiges Teilstück an Information, sodass eine große Menge an Informationen über unterschiedliche Wahlabsichten einfließt. Dadurch nähert sich das sich einstellende Kursgleichgewicht dann dem Wahlergebnis derart an, dass der Handelskurs eine vergleichsweise exakte Prognose des Wahlausgangs liefert.

## Einflussfaktoren auf die Prognoseleistung
Eine repräsentative Auswahl der Bevölkerung wird daher für Prognosemärkte nicht benötigt, sodass gute Prognosen bereits mit wenigen freiwilligen Teilnehmern erreicht werden können. Zwar hat auch die Gesamtmenge an Informationen, die am Schluss im Markt enthalten sind, einen gewissen Einfluss auf die Prognoseleistung, entscheidender ist jedoch die Intensität des Handels. Um diese zu gewährleisten, wird üblicherweise eine Teilnehmermenge zwischen mindestens 250 und 2500 Teilnehmern angestrebt. Es wurden aber auch schon Prognose-Aktienmärkte mit 25.000 Teilnehmern und mehr durchgeführt. Allgemein wird eine rege Beteiligung als Erfolgsfaktor angesehen. Weiterhin wird angenommen, dass die zunehmende Verfügbarkeit von politischen Informationen einen positiven Einfluss auf die Genauigkeit der Prognose hat. Ein weiterer Einflussfaktor für die Prognosequalität ist die Vermeidung störender Einflüsse wie Manipulationen oder Händlerabsprachen.

## Die Wahlstreet zur Bundestagswahl 2009
Die Wahlstreet zur Bundestagswahl 2009 wurde hauptsächlich im Rahmen eines Forschungspraktikums des Institutes für Soziologie der Ludwig-Maximilians-Universität München  durchgeführt. Gehandelt wurde im Vorfeld der Bundestagswahl 2009 auf drei verschiedenen Märkten, einem „Parteienmarkt“, in dem auf die Zweitstimmenanteile der etablierten Parteien gesetzt wird, einem „Kanzlermarkt“, bei dem nach dem „winner takes all“-Prinzip auf den zukünftigen Bundeskanzler gesetzt wird, und ein Markt auf dem die Mitspieler auf die künftige Regierungskoalition setzen können. Die Märkte funktionierten nach oben genannten Prinzipien und mit Einsätzen zwischen 5 und 50 Euro.
Eine entscheidende Neuerung der Wahlstreet 2009 war, dass im Rahmen des oben skizzierten Forschungspraktikums – mit Hilfe einer großangelegten Telefonumfrage – die Prognoseleistung der Wahlbörse mit der Prognoseleistung von üblichen Instrumenten und einer neuartigen „Wahlerwartungsfrage“, basierend auf den Erkenntnissen James Surowieckis, welche dieser in seinem Buch Die Weisheit der Vielen entwickelt hat, verglichen wurde.

## Weitere Einsatzmöglichkeiten für Prognosemärkte
Andere Anwendungsgebieten waren beispielsweise Sportbörsen, die Vorhersage von Zins- oder Wechselkursentwicklungen oder die Marktforschung. Das Verfahren wurde auch von anderen Anbietern wie z. B. T-Online, SAT.1 oder Financial Times Deutschland für die Erstellung von Prognosen genutzt. Auch für unternehmensinterne Zwecke kann das Instrument genutzt werden, beispielsweise als ein Instrument des Projektcontrolling oder für mittel- und langfristige Bedarfsermittlungen.